# Solleröns distrikt
Solleröns distrikt är ett distrikt i Mora kommun och Dalarnas län. Distriktet ligger omkring Sollerön och Gesunda i mellersta Dalarna.

## Tidigare administrativ tillhörighet
Distriktet inrättades 2016 och utgörs av Solleröns socken i Mora kommun.
Området motsvarar den omfattning Solleröns församling hade vid årsskiftet 1999/2000.

## Tätorter och småorter
I Solleröns distrikt finns två tätorter och tre småorter.

### Tätorter
- Gesunda
- Sollerön

### Småorter
- Bråmåbo
- Ryssa (del av)
- Utanmyra